# Таун-Дів-03
Грама Ніладхарі Таун-Дів-03 (№ AP/15A/2) — Грама Ніладхарі підрозділу ОС Аккарайпатту, округ Ампара, Східна провінція, Шрі-Ланка.

## Демографія
| Населення (2007) | Населення (2007) | Населення (2007) | Населення (2007) | Населення (2007) |
| Населення        | Чоловіки         | Жінки            | Діти             | Дорослі          |
| ---------------- | ---------------- | ---------------- | ---------------- | ---------------- |
| 1432             | 728              | 704              | 579              | 853              |